# Francine Buchi
Pour les articles homonymes, voir Buchi.
Francine Buchi est une journaliste française née le 17 mai 1949 à Genève.

## Biographie
Francine Buchi nait à Genève dans une famille franco-suisse le 17 mai 1949. Elle grandit à Mulhouse, et étudie le journalisme à l'Institut d'études politiques de Strasbourg, dont elle sort diplômée de la section Relations Internationales en 1969, avec une licence de journalisme du CUEJ de Strasbourg.
Elle commence tout d'abord sa carrière journalistique dans les médias régionaux, où elle gravit les échelons jusqu'à l'échelle nationale : elle est successivement reporter à l'ORTF Alsace (1971-1973), reporter à l'ORTF Nancy-Lorraine (1973-1975), puis présentatrice du journal télévisé de la nuit de FR3 dernière de 1975 à 1978, et Soir 3 pendant le week-end de 1978 à 1982.
Elle devient présentatrice du Journal de 20 heures de TF1 dès 1983, puis grand reporter au Service économique de la rédaction. Elle a aussi présenté le Journal de la nuit sur TF1 (Une dernière) en 1985. Elle a été reporter pour plusieurs magazines diffusés à la télévision, principalement pour TF1.
Elle prend définitivement sa retraite des médias en 2008, pour se consacrer à la vie associative dans le domaine de l'écologie et du développement durable, et est également blogueuse pour ces domaines.

## Émissions de télévision
- Grand reporter pour l'Enjeu de François de Closets (1985)
- Présentatrice et rédacteur en chef de l'édition du Journal télévisé Une Première de Robert Namias (1986)
- Grand reporter pour le Monde en Face de Christine Ockrent (1987)
- Grand reporter pour 52 à la Une de Jean Bertolino (1988)
- Chef-adjoint du service Informations Générales de la rédaction de TF1 (1994-1997) et Chef des informations à la rédaction de TF1 (1997-2003).
- Depuis 2003, elle est rédacteur en chef du département Notre époque à la rédaction de TF1[1].